# Cap de Medusa (l'Hospitalet de Llobregat)

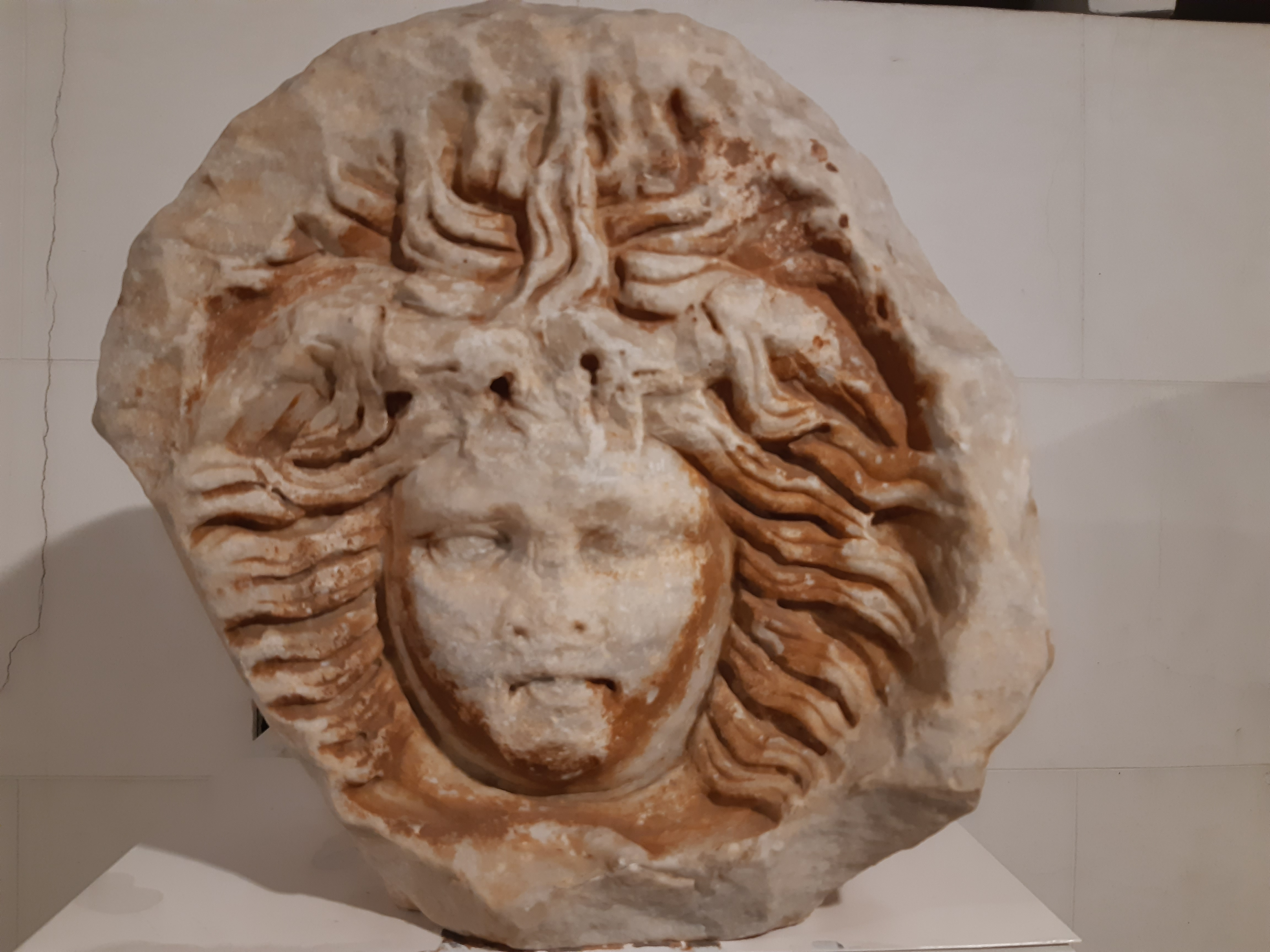
La Medusa, al Museu Arqueològic de Catalunya

El Cap de Medusa és un relleu romà del segle ii trobat a l'Hospitalet de Llobregat. En ser l'element arqueològic més important a la ciutat, s'ha convertit en un dels seus símbols.

## Descripció
Es tracta d'un medalló circular en marbre groguenc, de mides 52 x 54 x 30 cm, amb un relleu que presenta un rostre de medusa, amb cabellera, petites ales frontals i serps nuades sota la barbeta. Segurament es tracta d'un clipeu, que formava part d'un altar funerari amb el motiu de la medusa, força reproduït en la història de l'art des de la Grècia clàssica fins als nostres dies. Per les seves característiques es considera que és obra d'escultors locals realitzada al final del segle ii, amb una qualitat superior a la mitjana de les peces trobades a l'àrea de Barcelona.

## Història
El cap de medusa es va trobar a final del segle xix a prop de l'ermita de Santa Eulàlia de Provençana, però sense que constin més detalls de la troballa. La peça va passar a formar part del Museu establert a la capella de Santa Àgata i l'any 1932 va integrar-se en el Museu d'Arqueologia de Catalunya, que l'exposa des d'aleshores en la seva seu de Barcelona.
Considerat com l'element arqueològic més important de l'Hospitalet de Llobregat, en els darrers anys s'ha incorporat com un dels seus elements identificatius. Així és el símbol del museu d'història de la ciutat, Museu de l'Hospitalet, i s'ha incorporat una figura de medusa en el bestiari de les festes populars. També en els darrers anys l'Ajuntament ha instituït la medalla de la Medusa per reconèixer persones i entitats de la ciutat. Paral·lelament, també s'han fet intents des de l'àmbit polític per reclamar la restitució de la peça a l'Hospitalet.
L'any 1982 el Museu d'Arqueologia de Catalunya va donar una còpia de la peça a la ciutat, actualment exposada a la Casa Espanya del Museu de l'Hospitalet. També n'hi ha una segona còpia a la seu de l'Harmonia. L'any 2006 la peça es va exposar a l'Hospitalet dins la mostra Paraula de Medusa. També el 2016 a la ciutat es va fer l'exposició Ceci n'est pas una medusa, amb participació d'artistes internacionals.